# سالیک (داغستان)
سالیک (به لاتین: Salik) یک منطقهٔ مسکونی در روسیه است که در داغستان واقع شده‌است.